# 印度灌鼠屬
印度灌鼠屬（学名：Golunda）为哺乳綱、囓齒目、鼠科的一屬哺乳动物。與印度灌鼠屬（印度灌鼠）同科的動物尚有線鼠屬（巨線鼠）、碩鼠屬（阿薩姆碩鼠）、西裏伯斯柔毛鼠屬（西裏伯斯柔毛鼠）、西裏伯斯剛毛鼠屬（西裏伯斯剛毛鼠）等之數種哺乳動物。

## 下属物种
本属包括以下物种：
- Golunda aouraghei Piñero, Agustí, Haddoumi, El Hammouti, Chacon & Sala-Ramos, 2020
- 印度灌鼠 Golunda ellioti Gray, 1837